# ۱- (خورشیدی)
سال ۱- هجری خورشیدی است.
این سال در گاهشماری ایرانی قبل از سال صفر می‌باشد  و غیر کبیسه است. در بعضی محاسبات گاهشماری‌های هجری خورشیدی یا ایرانی که سال صفر وجود ندارد بجای سال صفر و بلافاصله قبل از سال 1 هجری خورشیدی است و در این صورت کبیسه می‌باشد .

## منبع
- http://www.fourmilab.ch/documents/calendar/